# Орлов, Александр Васильевич (1885—1937)
Алекса́ндр Васи́льевич Орло́в (6 августа 1885, село Хонятино, Московская губерния — 13 октября 1937, Бутовский полигон, Московская область) — протоиерей РПЦ, священномученик.

## Биография
Родился в семье священника Георгиевской церкви Василия Ильича Орлова. Окончил Коломенское духовное училище (1901), затем — Московскую духовную семинарию (1909).
В 1911 году был рукоположён во священника. В 1920—1923 годах учился на естественном факультете Московского университета. C 1923 года с семьёй жил в селе Семёновском Царицынской волости в доме тестя, священника Александра Крылова; с 1924 года служил в Троицкой церкви в селе Троице-Голенищево Московского уезда и одновременно — в молитвенном доме в деревне Матвеевской (был закрыт в 1929 году).
12 февраля 1932 года был арестован и помещён в Бутырскую тюрьму. По обвинению в антисоветской деятельности 8 мая 1932 года тройкой при ПП ОГПУ приговорён к трём годам заключения в исправительно-трудовом лагере, которое отбывал в Медвежьегорске на строительстве Беломорско-Балтийского канала.
С 1934 года жил в селе Теремец (Михневский район), с 1935-го — в селе Георгиевский Погост (Клинский район), затем — в селе Павловская Слобода (Истринский район). В 1936 году, после смерти тестя, переехал к семье в село Семёновское. Возведён в сан протоиерея. Совершал требы по домам, поскольку храм был закрыт.
10 сентября 1937 года был арестован и заключён в Таганскую тюрьму. По обвинению в контрреволюционной деятельности 9 октября тройкой НКВД приговорён к расстрелу. Расстрелян и похоронен 13 октября 1937 года на полигоне Бутово под Москвой.
25 апреля 1958 года реабилитирован по 1937 году репрессий. 12 октября 2007 года постановлением Священного синода причислен к лику святых новомучеников Российских для общецерковного почитания.

### Семья
Жена — Софья Александровна (в девичестве Крылова);
- дочь Мария (1920 — ?)[3].